# Glossotrophia rufotinctata
Glossotrophia rufotinctata är en fjärilsart som beskrevs av Louis Beethoven Prout 1913. Glossotrophia rufotinctata ingår i släktet Glossotrophia och familjen mätare. Inga underarter finns listade i Catalogue of Life.